# Démontage du McDonald's de Millau
Le démontage du McDonald's de Millau est une action effectuée le 12 août 1999 par des paysans militants des syndicats agricoles Confédération paysanne et SPLB (Syndicat des producteurs de lait de brebis) sur le chantier de construction d'un restaurant de la chaîne McDonald's à Millau, dans l'Aveyron en France. Cette action emblématique de désobéissance civile a été qualifiée majoritairement de « démontage » mais le terme de « saccage » a aussi été largement employé.
Manifestation visant aussi l'Organisation mondiale du commerce (OMC) dans le cadre du conflit du bœuf aux hormones, l'opération constitue un repère dans l'histoire de l'altermondialisme en France et de la place occupée par la Confédération paysanne au sein du monde agricole français. Pour le sociologue Jean-Pierre Poulain, elle fait par ailleurs entrer la nourriture sur la scène politique en France.

## Contexte politique
Il s'agissait, pour la Confédération paysanne de protester contre la décision de l'Organisation mondiale du commerce dans le cadre du conflit du bœuf aux hormones, d'autoriser les sanctions américaines (sous forme de taxation punitive de certaines importations d'origine européenne, comme le fromage au lait cru de brebis roquefort), en raison du refus de l'Union européenne d'importer des États-Unis de la viande de vache élevée aux hormones de croissance. McDonald's, entreprise d'origine américaine, représentait à leurs yeux la cible symbolique idéale, tout à la fois de la « malbouffe » et du « capitalisme apatride ».
René Riesel, autre membre de la Confédération paysanne et auteur avec José Bové et d'autres agriculteurs syndicalistes de destructions de cultures OGM, avance que cette action intervient à un moment critique de la lutte contre les OGM, quand celle-ci finissait par prendre de l'ampleur et osait s'attaquer à la recherche publique. Selon Riesel, la médiatisation de la « malbouffe » a permis de masquer la « guerre contre le vivant » que mène la société industrielle, et a permis à un courant de contestation légaliste qu'il qualifie de « citoyenniste » d'occuper seul la scène médiatique, avec Bové à sa tête. Alors que le précédent mouvement dénonçait toute forme de manipulation génétique comme moyen de domination du couple recherche/industrie sur le vivant et les populations, le mouvement « citoyenniste » milite seulement pour que l'État régule cette domination en protégeant le consommateur, ce que Riesel perçoit comme une dérive qui limite considérablement la portée contestatrice, et potentiellement émancipatrice, de la lutte contre les OGM,.

## Déroulement
L'histoire débute en juillet 1999 à la terrasse d'un café de Saint-Affrique. José Bové, porte-parole du SPLB et six de ses camarades agriculteurs syndiqués ont l'idée de contrer le boycott américain en démontant, le 12 août, le McDonald's de Millau en train de se construire. Ils annoncent cette action en conférence de presse, précisant qu'il s'agira avant tout d'une manifestation bon enfant avec dégustation de roquefort. Quelque temps avant la manifestation, les Renseignements généraux prennent contact avec les militants pour leur proposer de démonter un bâtiment factice, plutôt que de s'en prendre au vrai, en vain.
Vers 11 heures, 300 agriculteurs se réunissent à l'appel de la Confédération paysanne de l'Aveyron ainsi que du Syndicat des producteurs de lait de brebis. Tandis que certains distribuent des tartines de roquefort, d'autres démontent l'établissement en une heure, sous les yeux impuissants de Marc Dehani, patron des quatre Mc Donald's de l'Aveyron. Les dégâts s'élèveront à 120 000 €.
Le 19 août, José Bové, en vacances, apprend par la radio que quatre de ses camarades ont été interpellés. Il se rend le jour même à Millau devant 500 manifestants et presque autant de caméras et d'objectifs. Mis en examen, il ne ressort pas libre comme ses autres participants, car il est déjà sous le coup d'une condamnation pour une destruction de champ OGM. Il est transféré à la maison d'arrêt de Villeneuve-lès-Maguelone, près de Montpellier. Une libération sous caution lui est proposée, mais il refuse de payer les 105 000 francs nécessaires à sa libération. Devant cette affaire médiatique, une collecte de solidarité est organisée. Finalement, 160 000 francs sont collectés, si bien que Bové accepte la libération sous caution. De nombreux journalistes couvrent l'évènement de sa sortie de prison, le 7 septembre.
Cinq agriculteurs militants ont été mis en examen à la suite de cet événement. Cette destruction d'un bien privé a été sanctionnée au cours d'un procès le 30 juin 2000 devant le tribunal correctionnel de Millau, au cours duquel 40 000 manifestants altermondialistes se sont réunis. La peine est confirmée par la cour d'appel de Montpellier en 2001. Le verdict condamne José Bové à une peine de trois mois de prison ferme et de prison avec sursis pour les quatre autres paysans.